# 绿杨村酒家
绿杨村酒家是上海一家经营川扬菜肴的餐厅，创办于1936年。绿杨村是首批“国家特级酒家”与“中华老字号”酒家。

## 历史
1936年，扬州人闵斌甫与卢公明等在南京路、石门路口开设了绿杨村菜社，供应特色淮扬菜。店名取自清代文人王渔洋《浣溪沙》中“绿杨城郭是扬州”。
1941年，何月鳌、金禹烦等人买下该饭店，更名为绿杨村酒家。
1945年抗日战争结束后，随着许多人从四川回到上海，由川菜大厨林万云掌勺的绿杨村开始增加川菜供应。
中华人民共和国成立后，绿杨村于1956年改为公私合营。此后几番扩建，并在上海各地及深圳、香港等地开设分店。
2007年，绿杨村川扬菜点制作工艺被评为首批上海市非物质文化遗产。
2009年，绿杨村从南京西路搬至江宁路。2014年，梅龙镇集团接掌绿杨村，在请回了原先的绿杨村传人后重新开业。